# ۲٬۲٬۴٬۴-تترامتیل-۳-تی-بوتیل-پنتان-۳-ال
۲،۲،۴،۴-تترامتیل-۳-تی-بوتیل-پنتان-۳-ال (به انگلیسی: 2,2,4,4-Tetramethyl-3-t-butyl-pentane-3-ol) یک ترکیب شیمیایی با شناسه پاب‌کم ۱۴۲۵۵۸ است. 